# Vanilla (singel Friza)
Vanilla – singel polskich influencerów Friza oraz Przemka Pro. Singel został wydany 4 sierpnia 2022.
Nagranie uzyskało certyfikat platynowej płyty.
Singel zdobył ponad 12 milionów wyświetleń w serwisie YouTube (marzec 2024) oraz ponad 12 milionów odsłuchań w serwisie Spotify (marzec 2024).

## Nagrywanie
Utwór został wyprodukowany przez Kisses Beats. Za mix/mastering i realizację utworu odpowiada B.R.O. Tekst do utworu został napisany przez Karola Wiśniewskiego, Przemysława Lejowskiego i Jakuba Bireckiego.

## Twórcy
- Friz (Karol Wiśniewski) – wokal, tekst
- Przemek.pro (Przemysław Lejowski) – wokal, tekst
- B.R.O (Jakub Birecki) – tekst, mix/mastering, realizacja utworu
- Kisses Beats – produkcja

## Teledysk
Do utworu powstał teledysk, który udostępniono w dniu premiery singla za pośrednictwem serwisu YouTube.

## Lista utworów
- Digital download[3]

1. „Vanilla” – 2:16

## Wersje utworu
- Remix (z udziałem Żabsona) – 3:07

## Certyfikaty
| Kraj          | Certyfikat      | Sprzedaż |
| ------------- | --------------- | -------- |
| Polska (ZPAV) | platynowa płyta | 50 000+  |